# Premis Pulitzer de 1928
Els següents són els Premis Pulitzer del 1928.

## Premis de periodisme
- Servei públic:
  - Indianapolis Times, per la seva tasca de denúncia de la corrupció política a Indiana, perseguint els culpables i propiciant un estat de coses més sa en el govern civil.
- Informació:
  - Premi no concebut
- Redacció editorial:
  - Grover Cleveland Hall, de The Montgomery Advertiser, per les seves editorials contra el gangsterisme, els assots i la intolerància racial i religiosa.[1] "L'Advertaiser va lliurar una guerra contra el ressorgiment del Ku Klux Klan", diu avui el diari.[2]

- Caricatura Editorial:

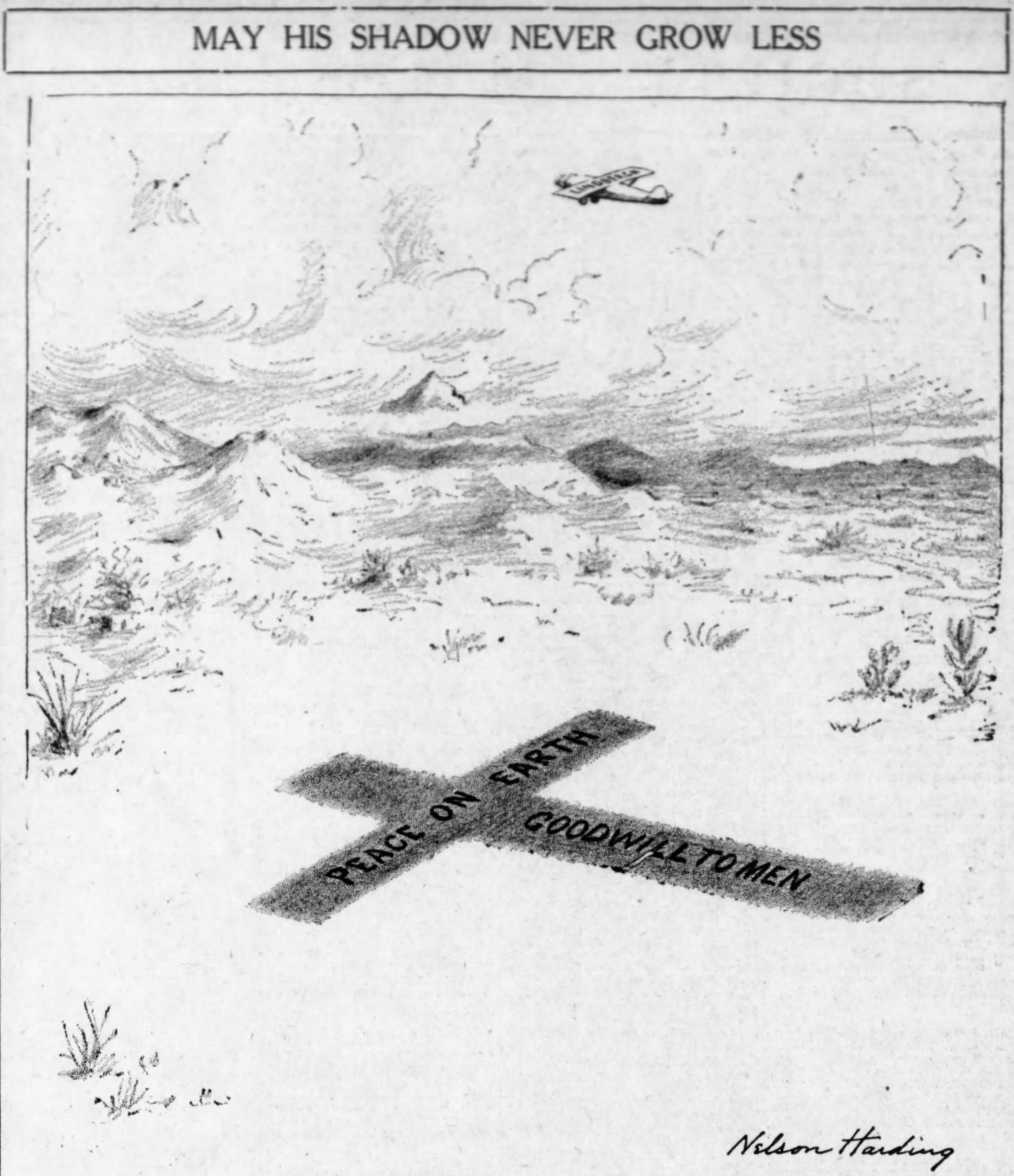
"May His Shadow Never Grow Less", la vinyeta editorial guanyadora, que ret homenatge a la gira debona voluntat de Charles Lindbergh per Amèrica Llatina

  - Nelson Harding, del Brooklyn Daily Eagle, "May His Shadow Never Grow Less" (Que la seva ombra mai creixi menys).[3]

## Premis de lletres i teatre
- Novel·la:
  - The Bridge of San Luis Rey (El pont de San Luis Rey) de Thornton Wilder (Boni)
- Teatre:
  - Strange Interlude d'Eugene O'Neill (Boni)
- Història:
  - Main Currents in American Thought, 2 vols. per Vernon Louis Parrington (Harcourt)
- Biografia o autobiografia:
  - The American Orchestra i Theodore Thomas de Charles Edward Russell (Doubleday)
- Poesia:
  - Tristram d'Edwin Arlington Robinson (Macmillan)